# Molí de les Pipes
El Molí de les Pipes és una obra d'Arbúcies (Selva) inclosa a l'Inventari del Patrimoni Arquitectònic de Catalunya. Està situat al trencall que surt de la crtra. d'Arbúcies a Viladrau a l'alçada del km. 2.

## Descripció
El casal del Molí de les Pipes es troba tocant la riera d’Arbúcies i al costat d’un pont romànic epònim. Funciona actualment com a restaurant.
L’edifici ja surt documentat com a molí del Congost el 1313, tot i que l'actual edifici sembla que fou construït al segle xv. El nom prové d’una de les seves velles funcions, quan el molí va ser un important centre de fabricació de pipes de fumar.